# Janusz Gassowski
Janusz Gassowski (ur. 1 marca 1958) – polski lekkoatleta, który specjalizował się w pchnięciu kulą.

## Osiągnięcia
W 1984 roku zajął siódme miejsce w halowych mistrzostwach Europy, które odbywały się w Göteborgu. W tym samym sezonie był dziesiąty w zawodach Przyjaźń 84. Jedenastokrotny medalista mistrzostw Polski. Reprezentant kraju w meczach międzypaństwowych. Był zawodnikiem klubu Zawisza Bydgoszcz.

## Rekordy życiowe
- pchnięcie kulą – 20,98 m (20 lipca 1985, Sopot) – 7. wynik w historii polskiej lekkoatletyki[1]